# Edie Sedgwick

Unterschrift Sedgwicks

Edith Minturn „Edie“ Sedgwick Post (* 20. April 1943 als Edith Minturn Sedgwick in Santa Barbara, Kalifornien; † 16. November 1971 ebenda) war ein amerikanisches Fotomodell, Schauspielerin und für kurze Zeit ein Star der New Yorker High Society. Mitte der 1960er Jahre arbeitete sie als trendsetzendes Mannequin für die amerikanische Vogue. Sie war ungefähr ein Jahr lang Muse und Begleiterin von Andy Warhol. Er erkor sie zur „Queen“ seiner Factory, protegierte sie in einer Art symbiotischer Beziehung und verhalf ihr durch seine Experimentalfilme zu Achtungserfolgen, die sie zu einer Ikone der Pop- und Subkultur machten.
Sedgwicks rasantem Aufstieg zum gefeierten „It-Girl“ der glamourösen New Yorker Partygesellschaft und deren Halbwelt folgte ein langsamer, mutmaßlich von psychischer Krankheit und Drogenmissbrauch markierter Abstieg durch die Kliniken in einen frühen Tod.

## Leben

### Familie
Edith Minturn Sedgwick stammte aus einem traditionsreichen, wohlhabenden und psychotisch vorbelasteten Elternhaus mit acht Kindern. Sie war das siebte Kind des Ranchbesitzers und Bildhauers Francis „Fuzzy“ Minturn Sedgwick (1904–1967) und dessen Ehefrau Alice Delano De Forest (1908–1988). Ihre Geschwister waren Alice (* 1931), Robert Minturn II. (1933–1965), Pamela (1935–2008), Francis Minturn Jr. (1937–1964), Jonathan de Forest Minturn (* 1939), Katherine (* 1941) und Susanna (* 1945).

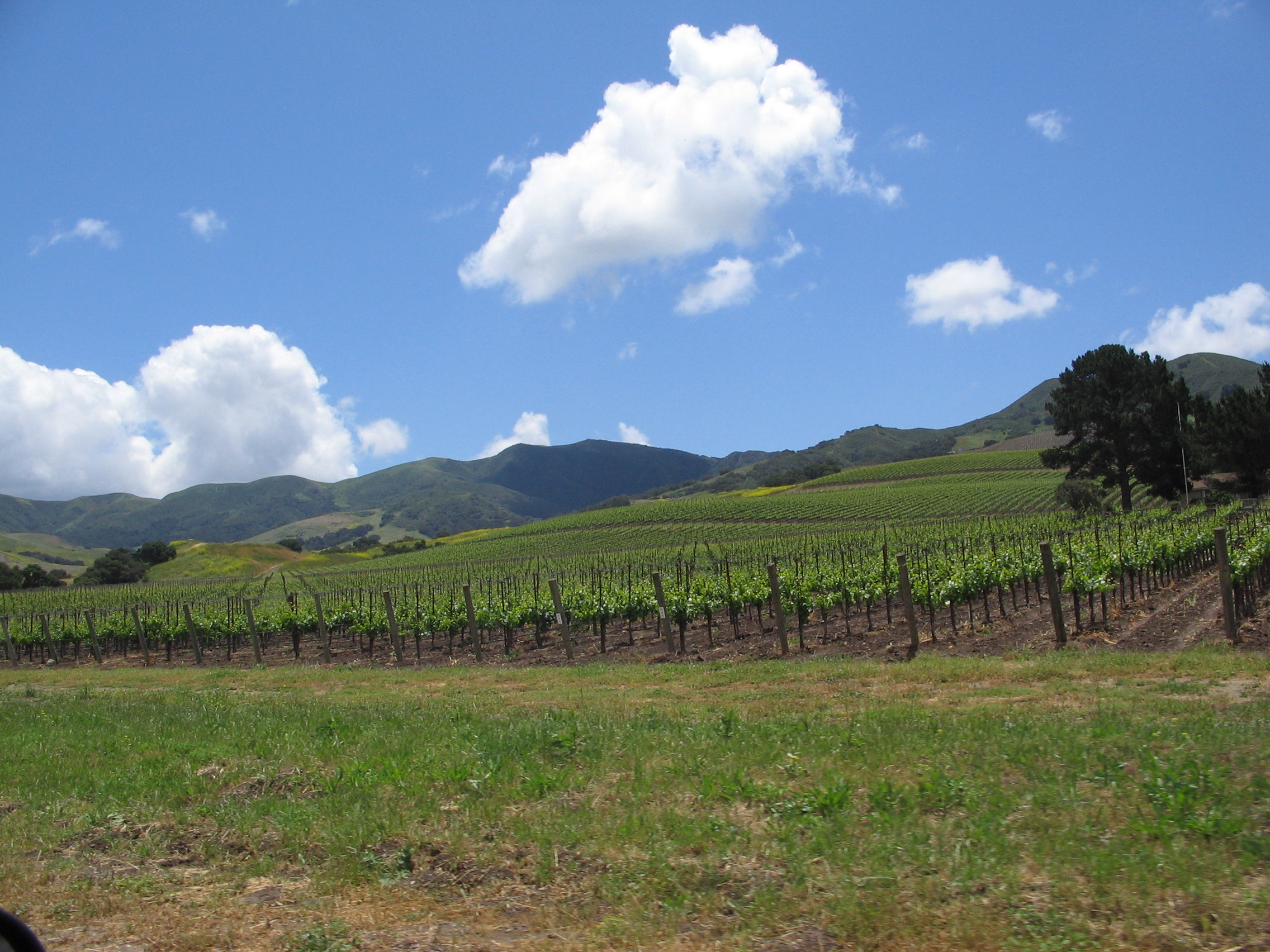
Das Santa Ynez Valley in Kalifornien

Die Sedgwicks prägten die Geschichte von Massachusetts seit der Besiedlung der Bay Colony und gelten als etablierte Familiendynastie mit eindrucksvollem Stammbaum. Namhafte Vorfahren waren der Senator Theodore Sedgwick und dessen Tochter, die Schriftstellerin Catharine Maria Sedgwick. Edies Großvater Ellery Sedgwick war von 1909 bis 1938 Herausgeber des Atlantic Monthly. Die Schauspielerin Kyra Sedgwick ist eine Cousine von Edie Sedgwick.
Edie Sedgwicks Familie lebte auf einer 3000-Morgen-Rinderfarm, der „Laguna-Ranch“ im Santa Ynez Valley, einem Weinanbaugebiet etwa 100 Kilometer von Santa Barbara entfernt. In den 1950er Jahren wurde Erdöl auf der Ranch gefunden, was den Reichtum der ohnehin bereits wohlhabenden Familie noch steigerte. Die Sedgwicks residierten dort quasi in ihrer eigenen Welt. Die Eltern machten zudem privat bei jeder Gelegenheit ihren Einfluss geltend, und so wuchsen die Kinder größtenteils ohne wirklichen Kontakt zur Außenwelt auf und wurden von Kindermädchen aufgezogen.

### Kindheit und Jugend
Edie Sedgwick kam im Cottage Hospital in Santa Barbara zur Welt. Sie wurde nach der Lieblingstante ihres Vaters, Edith Minturn Stokes (1867–1937), benannt und bekam bereits als Kind den Kosenamen „Edie“. Das kleine Mädchen entwickelte schnell ein Talent, jede Person „um den Finger wickeln zu können“, wie sich ihre Geschwister erinnerten.
Mit 13 Jahren wurde Edie auf die Katherine Branson School nach San Francisco geschickt. Während dieser Zeit entwickelte das pubertierende Mädchen eine Magersucht mit bulimischen Phasen. „Sie stopfte alles in sich rein, und dann übergab sie sich“, so die Schwester Susanna. Edie wurde kurzerhand von der Schule genommen und kam auf das exklusive Mädcheninternat St. Timothy’s, wo sie sich dem Basketballteam anschloss. Nach einiger Zeit rebellierte sie jedoch gegen die Lehrer, bekam Wutanfälle und wurde wieder von der Schule genommen. Mittlerweile ratlos, was sie mit ihrer „kranken“ Tochter anfangen sollten, reisten die Eltern mit ihr Anfang der 1960er Jahre nach Österreich, weil „Europa immer eine gute Lösung sei.“ Doch gleich nach der Ankunft kam es zu einer großen Auseinandersetzung, und Edie weigerte sich „zu funktionieren“. Die Sedgwicks brachen die Reise umgehend ab. Zurück in den USA, wurde Edie im Herbst 1962 auf Anweisung ihres Vaters in die psychiatrische Klinik Silver Hill in Connecticut eingewiesen.
In Silver Hill wurde Edies Magersucht akut. Als sie nur noch knapp 45 Kilo wog, wurde sie vom relativ freizügigen Silver Hill in die geschlossene psychiatrische Klinik Bloomingdale Hospital in New York verlegt. Gegen Ende ihres Klinikaufenthalts wurde Edie schwanger, bekam jedoch aufgrund ihrer psychischen Vorgeschichte die Indikation zu einem Schwangerschaftsabbruch. Die Vaterschaft blieb ungeklärt.
Inwieweit Edie Sedgwicks Disposition für psychische Störungen erblich bedingt war, ist nicht eindeutig bewiesen. Ihr Vater Francis Sedgwick litt unter Asthma-Anfällen und nervösen Symptomen. Vor seiner Heirat mit Alice Delano De Forest hatte er drei Nervenzusammenbrüche und befand sich zeitweise wegen einer manisch-depressiven Psychose in Behandlung.

### Cambridge, Suizid des Bruders
Nachdem sie fast zwei Jahre in Kliniken verbracht hatte, ging die mittlerweile 20-jährige Sedgwick im Herbst 1963 nach Cambridge, wo bereits ihre Brüder an der Harvard University studiert hatten, um Kunstunterricht zu nehmen. Sie belegte Privatkurse bei ihrer Cousine, der Bildhauerin Lilian Saarinen, der Ehefrau von Eero Saarinen, und vertrieb sich die Zeit auf dem Campus mit Cocktailpartys. Dabei lernte sie den Harvard-Absolventen Chuck Wein kennen, der sich später als ihr Mentor und Manager ausgab. Wein war ein Anhänger des Psychologen Timothy Leary und experimentierte wie dieser mit LSD.
Im März des folgenden Jahres erhängte sich Sedgwicks Bruder Francis Minturn, genannt „Minty“, am Vorabend seines 26. Geburtstages in Silver Hill an einer Badezimmertür. Minty Sedgwick hatte seit seinem 15. Lebensjahr an Alkoholproblemen gelitten und war im Oktober 1963 in die Psychiatrie eingeliefert worden, weil er im Central Park vor einer Statue Reden an ein nicht vorhandenes Publikum gehalten hatte. Sedgwick war erschüttert und gab die Schuld ihrem Vater, der die homosexuellen Neigungen des Sohnes als „psychische Neurosen“ verurteilte und offensichtlich für dessen Aufenthalte in verschiedenen Nervenkliniken verantwortlich zeichnete.

### New York

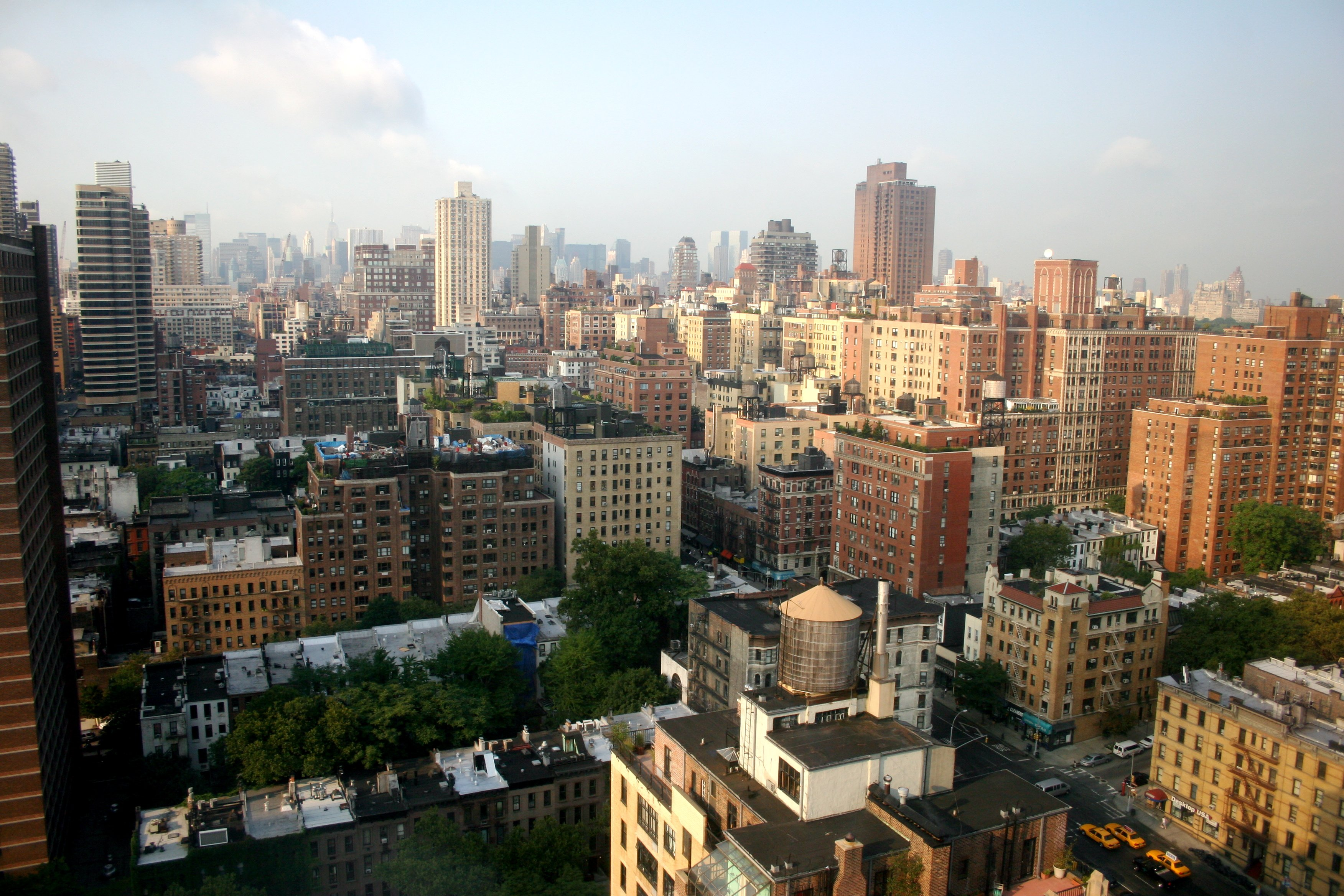
Die Upper East Side

Edie Sedgwick verließ Cambridge bereits nach einem Jahr, um mit Chuck Wein nach Manhattan zu ziehen. Dort ließen sie sich zunächst im Appartement von Sedgwicks Großmutter mütterlicherseits in der Park Avenue an der Upper East Side nieder. Wein entwickelte derweil eine genaue Strategie, wie er Edie (und sich selbst) erfolgreich in die bessere Gesellschaft von New York einführen würde. In kurzer Zeit avancierte Edie zum ausgelassenen Partygirl, das auf keiner Tanzfläche der angesagtesten Diskotheken New Yorks fehlte. Laut Zeitzeugen bestach sie durch geistreichen Witz, faszinierte mit rauchiger Stimme und ausdrucksstarker Mimik und schien auf dem besten Wege, eine vielversprechende Nachwuchsschauspielerin zu werden. Ihre Attraktivität unterstrich sie zudem noch durch ihr äußerst spendables Wesen. „Sie genoss es, wenn sie verschwenderisch sein konnte, und zahlte meistens alle Rechnungen. Für die meisten ihrer Bekannten galt sie als unkompliziert und sympathisch, doch es gab auch eine dunkle Seite in ihrer Persönlichkeit, die erst Jahre später zutage treten sollte“, so der Warhol-Biograf David Bourdon.

### Modell-Karriere
Mit ihrem individuellen Stil prägte die Societygröße bald die New Yorker Modeszene der 1960er Jahre. Zeitweilig arbeitete sie als Fotomodell für die aufstrebende Modedesignerin Betsey Johnson. 1964 wurde Edie von Diana Vreeland, der damaligen Chefredakteurin der Vogue, als Titelmodell engagiert. Vreeland: „Sie hatte so einen kleinen Tanzschritt in ihrem Gang. Sie war so glücklich mit der Welt. Sie war charmant. Sie suggerierte Frühling und Frische. Wie Alice im Wunderland […] Sie war hinter dem Leben her, und manchmal kam das Leben gar nicht schnell genug.“ Sedgwicks Markenzeichen waren große braune Rehaugen, knabenhafte Figur, raffinierte Kurzhaarfrisuren, schwarze Ballettstrumpfhosen, gestreifte T-Shirts und kurze Pelzmäntel, garniert mit überdimensionalen Ohrgehängen. Überdies kultivierte sie das „kleine Schwarze“.

„Alles was ich tat, war wirklich daneben, ich vermute, motiviert durch seelische Störungen. Ich machte eine Maske aus meinem Gesicht, weil ich nicht wahrnahm, dass ich hübsch war. Himmel, ich zerstörte es quasi. Ich musste schwere schwarze Wimpern tragen, wie Fledermausflügel, und dunkle Linien unter den Augen, und mein Haar schneiden, mein langes dunkles Haar. Abschneiden und silber und blond färben […] und all diese Dinge, die mich durcheinanderbrachten. Ich flippte äußerlich regelrecht aus, und dann machte man daraus einen Modetrend.“

### Andy Warhol und die „Factory“
Anfang Januar 1965 starb Sedgwicks ältester Bruder Robert „Bobby“ mit 31 Jahren bei einem Motorradunfall. Im selben Monat begegneten sich Edie Sedgwick und Andy Warhol zum ersten Mal. Der Filmproduzent Lester Persky hatte sie Warhol im Januar des Jahres als weiblichen Star für dessen „Factory“ vorgeschlagen. „Andy war zu dieser Zeit auf der Suche nach einem weiblichen Star, den er zu seinem Alter Ego formen konnte“, schrieb der Autor und Zeitzeuge Victor Bockris in seiner Warhol-Biografie und ergänzte: „Warhol war spontan von der jungen Schönheit fasziniert und sagte: ‚Ich sah sofort, dass sie mehr Probleme hatte als irgendjemand, den ich sonst kannte.‘“ Ab März 1965 waren Sedgwick und ihr Begleiter Chuck Wein ständige Besucher der Factory.
Der Frühling 1965 war der Aufstieg der Edie Sedgwick: Warhol protegierte sie, schmückte sich mit ihr als Begleiterin und förderte ihren Werdegang. Er leistete seinen Teil dazu, dass sie für den begehrten Titel „Mädchen des Jahres 1965“ nominiert wurde, und brachte sie in seinen Undergroundfilmen groß heraus. Edies erster Auftritt in einem Warhol-Film war vermutlich Vinyl, eine grobe Persiflage auf Anthony Burgess’ Roman A Clockwork Orange mit Warhols rechter Hand Gerard Malanga in der Hauptrolle. Edie wurde dabei kurzerhand dekorativ auf einem großen Schrankkoffer platziert, wo sie schweigend saß und Zigaretten rauchte. Malanga meinte, sie sei „die Personifizierung des armen, kleinen, reichen Mädchens“, und tatsächlich lautete so auch der Titel des darauf folgenden Warhol-Films, in dem Edie erstmals die Hauptrolle spielte: Poor Little Rich Girl. Der Film kam völlig ohne Skript aus, weil Warhol meinte, jemand wie Edie bräuchte kein Skript, sie solle einfach nur darstellen, wie sie innerhalb von sechs Monaten ihr gesamtes Erbe verschleudert.
Gleich nach der Uraufführung in der New Yorker Film-Makers’ Cinemathèque wurde Edie als neuer Star des Undergroundfilms gefeiert. Edie und Andy galten nun als „die coolsten und schrägsten Vögel der New Yorker Szene“ und sicherten sich gemeinsam die Titelseiten der Boulevardblätter. Im Mai 1965 stellte Warhol eine Serie mit Blumenbildern vor und reiste auf Einladung seiner Galeristin Ileana Sonnabend nach Europa. Edie, Chuck Wein und Gerard Malanga begleiteten den Pop-Art-Künstler. Für Warhol und Sedgwick war die Europatournee ein voller Erfolg. Edie posierte für Paris Match und Vogue, und Warhol verkündete, dass er Edie zur „Königin der Factory“ machen und von nun an nur noch Filme mit ihr drehen wolle. Zurück in New York machte sich Warhol gleich daran, einen weiteren Film mit Sedgwick zu produzieren. So entstand im Juni 1965 in der Küche eines New Yorker Appartements der Film Kitchen. Das Drehbuch schrieb Ronald Tavel. Der schwarzweiße Tonfilm war völlig unlogisch und ohne bestimmte Handlung: Die Darsteller – Edie, Electrah, Donald Lyons, René Ricard und Roger Trudeau sitzen oder stehen an einem Küchentisch oder laufen im Raum herum und reden zusammenhangloses, teilweise unverständliches Zeug. Laut Ronald Tavel sei der Film von Chuck Wein sabotiert worden, weil dieser eigentlich selbst das Drehbuch schreiben und Regie führen wollte: „Wein sorgte regelmäßig dafür, dass Edie bei Dreharbeiten so mit Alkohol und Drogen vollgepumpt war, dass sie nicht fähig war, das Skript umzusetzen.“ Kitchen bekam zahlreiche Kritiken, unter anderem eine von Norman Mailer, der, mit Blick auf die vergangenen einhundert Jahre, den Film „als besser als jedes andere Kunstwerk dieser Zeit“ beurteilte.

### Beauty #2
„Ich mochte seine Ausbeutung von Menschenmaterial nicht.“

Nach der gelungenen Premiere von Kitchen wollte Chuck Wein, der sich weiterhin als Edies Manager sah, die Oberhand über den nächsten Film gewinnen, und Warhol ließ ihn als Regieassistent und Skriptautor gewähren. So kam es zu Beauty #2 (Schönheit Nr. 2), einem siebzigminütigen Schwarzweißfilm, der 1965 in Edies Wohnung in der 63. Straße East aufgenommen wurde. Der Film zeigt Edie, die mit einem Mann in Unterhosen namens Gino (Gino Piserchio) auf dem Bett sitzt, raucht und Wodka trinkt, während sie von Chuck Wein aus dem Off ausgefragt wird. Weins Fragen und Anweisungen an Edie werden im Verlauf des Films immer direkter und quälender, während Gino sie körperlich bedrängt und versucht, mit ihr zu schlafen. Schließlich wirft Edie einen Aschenbecher in Weins Richtung; mit dieser Szene endet der Film. Während der gesamten Zeit fängt Warhols Kamera jede Regung ihres Gesichts ein. „Gegen Ende des Films war Edie zu dem Opferlamm geworden, als das sie sich selbst immer sah“, erinnerte sich Victor Bockris. Der Film wurde am 17. Juli 1965 in der New Yorker Film-Makers’ Cinemathèque als „unorthodoxes Liebesverhältnis (ohne Liebe)“ präsentiert.
Beauty #2 hatte Erfolg, und Edie Sedgwick, von überschwänglichen Kritikern bereits mit Marilyn Monroe verglichen, wurde als Nachwuchstalent gefeiert und entsprechend vermarktet. Die ebenso kapriziöse wie verletzlich wirkende Actrice wurde zum neuen Idol der Jugend ihrer Zeit; Film- und Modemagazine kürten den „Edie-Sedgwick-Look“, und im Sommer 1965 zählte die mittlerweile silberhaarig gefärbte Schönheit zu den Partylöwinnen von New York. Sie verkehrte mit Rockstars wie Mick Jagger, Brian Jones, Jim Morrison und Bob Dylan.

### Bob Neuwirth und Bob Dylan

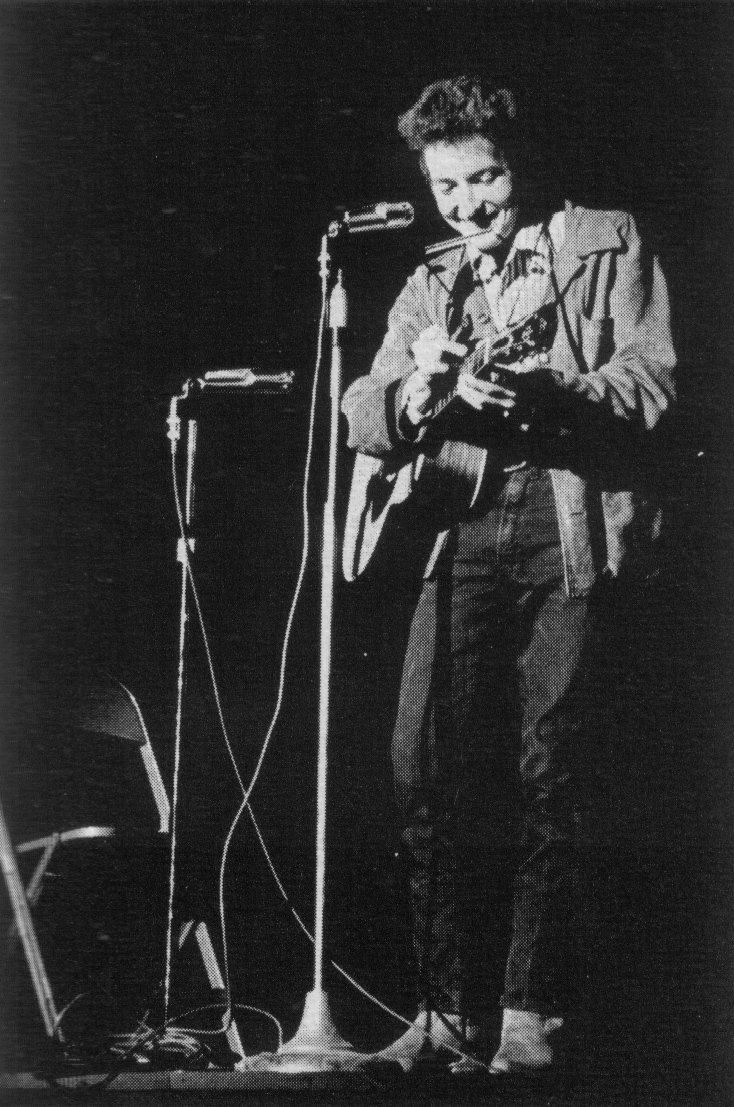
Bob Dylan bei einem Konzert im November 1963

Andy Warhol bemühte sich, möglichst viel Publicity für „seinen“ Star und vor allem für sich selbst zu bekommen. So plante er mit Jonas Mekas bereits eine „Edie-Sedgwick-Retrospektive“. Allem Erfolg zum Trotz wurde Edie allmählich ungehalten, weil sie für ihre Arbeit kein Geld von Warhol erhielt. Überdies rieten ihr zahlreiche Leute von einer weiteren Zusammenarbeit mit Warhol ab, allen voran Bob Neuwirth, Assistent und Freund von Bob Dylan, der ihr Plattenverträge und Rollen in Bob-Dylan-Filmen versprach. „Ich wusste, dass Bob Dylan interessiert daran war, einen Film mit Edie zu machen. Einen Nicht-Warhol-Film“, erinnerte sich Neuwirth später. Mit Neuwirth ging Edie schließlich eine Beziehung ein und wandte sich der „Dylan-Clique“ zu, die mit der Factoryszene rivalisierte.
Der Glamour schien die zierliche, sensible Frau kontinuierlich zu zermürben. „Mit 22 Jahren war sie schon kaputt, doch langsam geriet sie völlig aus der Bahn“, so Zeitzeuge Bockris. Ondine, ein Factory-Mitglied, versorgte sie eine Zeit lang mit Drogen: „Ich spielte ihre ‚Zofe‘ und besorgte ihr in der Apotheke Aufputschmittel, Tranquilizer, ein Zwischending aus beidem oder was ich ihr sonst noch in den Rachen stopfen sollte.“ Ondine warnte Warhol einmal davor, dass Edie zu viel Nembutal zu sich nehme und sich damit vielleicht eines Tages eine Überdosis geben könnte.
Sedgwick machte sich zusehends von Neuwirth und der Szene um Dylan abhängig, in der im Gegensatz zu den Amphetaminjunkies der Factory hauptsächlich Heroin und Marihuana konsumiert wurde. Derweil gab sie Unmengen an Geld für Alkohol, Medikamente, Partys, Make-up und Kleidung aus. Allein für Garderobe, Kosmetik, Limousinen und Restaurants soll sie innerhalb eines halben Jahres 80.000 Dollar ausgegeben haben. Henry Geldzahler fand Sedgwicks Entwicklung erschreckend; er beschrieb sie als zusehends hysterisch, ständig „high“ und sehr nervös: „[…] man konnte sie schreien hören, auch wenn sie gar nicht schrie – so eine Art Ultraschallschrei.“
Im Juli machte Bob Dylan in Begleitung seiner Clique seine Aufwartung in der Factory, um Warhol für einen Screen Test zu sitzen. Dylan und Warhol hatten eine ausgeprägte Antipathie, und so kam es zwangsläufig zu Spannungen zwischen Warhol und Sedgwick, die im August 1965 eskalierten. Warhol hielt seine Schauspielerin mittlerweile für eine notorische Lügnerin; diese beklagte sich wiederum bei jeder Gelegenheit über die vergeudete Zeit mit ihm und warf ihm vor, er mache sie lächerlich: „Ganz New York lacht über mich. Deine Filme machen aus mir einen kompletten Idioten.“ Schließlich gab sie ihm zu verstehen, dass sie pleite sei und endlich Geld von ihm haben wolle, ansonsten würde sie die Filme mit ihr nicht zur Aufführung freigeben.
Warhol war enttäuscht und strafte den abtrünnigen Star auf seine Weise ab, indem er den nächsten Film My Hustler mit Chuck Wein, aber ohne Edie Sedgwick produzierte. Sie fühlte sich in diesem Fall zweifach verraten, von Chuck und von Andy. Gerard Malanga fand diese Art, mit Edie umzugehen, grausam: „Chuck hat sie wie ein Schwein behandelt, obwohl sie sich doch nahestanden.“ Warhol schwieg zu der ganzen Angelegenheit. Ironischerweise genossen Warhol und Sedgwick in dieser Trennungsphase die meiste Publicity als Pop-Paar. Den Höhepunkt bildete im Oktober 1965 die Ausstellungseröffnung zu Warhols erster amerikanischen Retrospektive im Institute of Contemporary Art in Philadelphia. Dabei kam es zu einem tumulthaften Auflauf, in dessen Folge sich Edie mit einem Mikrofon in der Hand als überaus sprachgewandte Moderatorin der Publikumsmasse erwies: Sie plauderte mit den Leuten, reagierte auf Zurufe und genoss dabei sichtlich vergnügt den Starruhm. Der Vorfall steigerte Warhols und Sedgwicks Bekanntheitsgrad ungemein. Roy Lichtenstein, der sich mit seiner Frau zu Halloween 1965 zum Spaß als „Andy & Edie“ kostümiert hatte, resümierte später: „Andy war seine eigene Kunst, und Edie war ein Teil seiner Kunst.“
Nunmehr auf dem Höhepunkt ihres Lebens angekommen, betrieb Sedgwick weiterhin exzessiven körperlichen Raubbau und verfiel zusehends. Sie trug mittlerweile langärmelige Kleider, um Blessuren an Armen und Beinen zu verbergen, und agierte immer unbeholfener. Bei öffentlichen Anlässen wurde sie deshalb manchmal von Warhol dirigiert. An „besseren“ Tagen steigerte sie sich wiederum in unkontrollierbare Wutausbrüche hinein. Von Warhol-Mitarbeitern aufgrund ihres divenhaften Benehmens mittlerweile verachtet, wurde sie kurzerhand durch die Neuentdeckung Ingrid von Schefflen (die spätere „Ingrid Superstar“) ersetzt, die von einem Factory-Mitglied in einer Bar in der 42. Straße angeworben worden war und – entsprechend zurechtgemacht – herabwürdigend als „häßliche Edie-Kopie“ herumgereicht wurde. René Ricard: „[…] alles nur, damit Edie sich erbärmlich fühlt.“

### The Death of Lupe Velez
Edie Sedgwicks letzter „offizieller“ Film mit Andy Warhol wurde der Farbfilm The Death of Lupe Velez, der auf einem vierseitigen Skript des Off-Broadway-Autors Robert Heide basierte und lose vom unrühmlichen Tod der mexikanischen Filmschauspielerin Lupe Vélez handelt. Der Film endet damit, dass Edie den Kopf in eine Toilettenschüssel steckt und vorgibt, in ihrem Erbrochenen zu ersticken. Die Dreharbeiten fanden an einem Dezembernachmittag 1965 in einer Wohnung im Dakota Building in New York statt. Während der Aufnahmen beschimpfte Edie die Crew, zerfetzte das dünne Drehbuch, weil sie sich den Text nicht merken konnte, und bekam einen Tobsuchtsanfall. Schließlich erschien unerwartet Bob Neuwirth in der Wohnung und verschwand mit Edie in einem Nebenzimmer, wo beide auf einen LSD-Trip gingen. Am Abend trafen sich Warhol, Robert Heide und die Darsteller in einem Lokal. Edie und Bob Dylan waren ebenfalls anwesend und verschwanden nach kurzer Zeit in Dylans Limousine. Warhol zeigte keine Reaktion und bemerkte nur: „Edie ist auf dem absteigenden Ast, ich bin gespannt, wer das nächste Mädchen sein wird.“ Auf dem Heimweg fragte er Robert Heide: „Ob Edie wohl Selbstmord begeht?“ und fügte abschließend hinzu: „Ich hoffe, sie gibt uns vorher Bescheid, damit wir es filmen können.“

“Whatever anyone may have thought, the truth is I never gave Edie a drug, ever. Not even one diet pill. Nothing. She certainly was taking a lot of amphetamine and downs, but she certainly wasn’t getting them from me. She was getting them from that doctor who was shooting up every Society lady in town.”

„Was auch immer irgendwer gedacht haben mag, die Wahrheit ist, dass ich Edie nie irgendeine Droge gab. Nicht einmal eine Diät-Pille. Nichts. Sie hat sicherlich eine Menge Amphetamine und Beruhigungsmittel genommen, aber sie bekam sie bestimmt nicht von mir. Sie hatte sie von diesem Arzt, der jeder Society-Lady in der Stadt einen Schuss setzte.“

### Femme Fatale
Zur Jahreswende 1965/66 soll Edie eine kurze Affäre mit Bob Dylan gehabt haben, wobei sie ihn angeblich zu den beiden Songs Just Like a Woman und Leopard-Skin Pill-Box Hat inspirierte, die auf Dylans 1966er-Doppelalbum Blonde on Blonde erschienen sind. Über eine tatsächliche Liebesbeziehung zwischen Dylan und Sedgwick gibt es jedoch nur Spekulationen von Zeitzeugen, wie beispielsweise der Sängerin Nico: „Edie war sehr in Patrick Tilden [ein Darsteller aus dem Warhol-Film Imitation of Christ] verliebt. Er war Bob Dylans bester Freund. Bobs Song Leopard-Skin Pill-Box Hat handelt von Edie. Jeder dachte, er handele von Edie, weil sie manchmal Leopard trug. Dylan ist eine sarkastische Person […] es ist ein sehr häßlicher Song, wer immer die Person darin auch sein mag.“
Anfang 1966 widmete sich Andy Warhol zahlreichen neuen Projekten, wie dem Multimedia-Spektakel Exploding Plastic Inevitable und der Promotion der Musikgruppe The Velvet Underground. Bei dieser Gelegenheit suchte er eine Nachfolgerin für die abtrünnige Edie Sedgwick, die sich seit den Dreharbeiten im Dezember nur noch selten in der Factory blicken ließ. Die elegante, blonde Nico schien alle Eigenschaften, die sich der Pop-Art-Künstler vorstellte, zu erfüllen. Das deutschstämmige Mannequin, das bereits in Federico Fellinis La Dolce Vita als Schauspielerin debütiert hatte und sich nun als Sängerin versuchte, war geheimnisvoll, introvertiert und ein willkommener Kontrast zu der lebhaften „amerikanischen“ Edie. Lou Reed: „Andy wollte, dass wir Nico mit uns auftreten lassen, und wir taten ihm damals diesen Gefallen. Wir brauchten eigentlich keine Sängerin, doch Andy bat mich, einen Song über Edie Sedgwick zu schreiben. Ich nannte ihn Femme fatale, und wir ließen ihn von Nico singen.“
Edie machte sich derweil weiterhin Hoffnungen auf einen gemeinsamen Film mit Dylan und begann zu drängeln, bis dieser sie endlich einen Vertrag mit seinem Manager Albert Grossman unterzeichnen ließ. Grossman soll Edie geraten haben, künftig Warhol und dessen anrüchige Factory zu meiden. Warhol erfuhr davon und war äußerst verärgert: „[…] das war doch seltsam. Ich dachte, wir machen es zusammen, und sie war dabei, mich von der Bühne zu schubsen. Sie nahm Dylans Agenten. Der bezahlte die Rechnungen für sie. Sie wollte einfach nur jemanden, der ihr die Rechnungen bezahlte.“

### Bruch mit Warhol

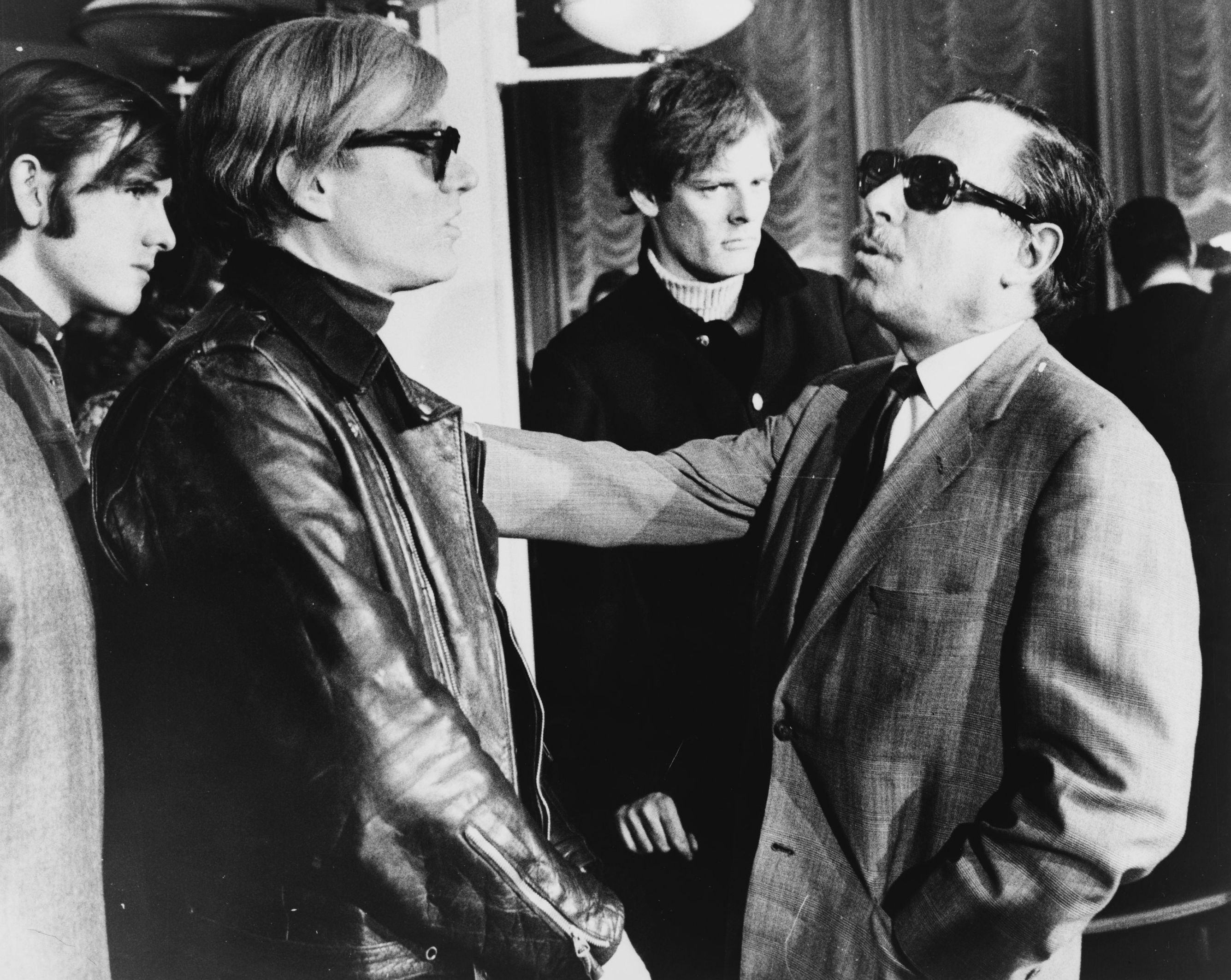
Andy Warhol, Paul Morrissey und Tennessee Williams, 1967

Im Februar 1966 kam es zu einem heftigen Streit zwischen Sedgwick und Warhol, den beide vor der versammelten Factory-Crew im Restaurant „Gingerman“ austrugen, in dessen Folge Sedgwick erklärte, dass sie Warhol für immer verlassen werde. Sedgwick verkündete kurzerhand, sie wolle nicht, dass Warhol ihre Filme noch weiter zeige, weil sie zusammen mit Dylan eine Hauptrolle in einem Film spielen werde. Warhol wusste um Sedgwicks Verliebtheit in Dylan, und so desillusionierte er sie, indem er sie fragte, ob sie wisse, dass Bob Dylan mittlerweile verheiratet sei. Tatsächlich hatte Dylan Ende 1965 in einer heimlichen Zeremonie das Fotomodell Sara Lowndes geheiratet. Sedgwick war sichtlich schockiert und weigerte sich zu glauben, dass Dylan geheiratet habe, ohne ihr davon zu erzählen. „Das konnte sie einfach nicht auf die Reihe bringen“ erinnerte sich Warhol.
Warhol schien der Bruch mit seinem „geliebten Star“ besonders tief getroffen zu haben. „Seit diesem Zeitpunkt kultivierte er die Überzeugung, dass Liebe nur eine Illusion ist“, so Victor Bockris. Warhol schrieb später: „Ich gebe zu, dass ich von bestimmten Leuten fasziniert war. Edie Sedgwick faszinierte mich mehr als je ein Mensch zuvor. Und diese Faszination grenzte schon an eine gewisse Art von Liebe.“
Ende Juli 1966 hatte Bob Dylan einen schweren Motorradunfall, in den Sedgwick involviert gewesen sein soll. Die genauen Umstände sind unbekannt. Dylan zog sich anschließend aus der Öffentlichkeit zurück. Nach dem Unfall wurde Sedgwick von Dylans Mitarbeitern weggeschickt. Von diesem Zeitpunkt an tauchte sie gelegentlich in der Factory auf, um nach Geld oder Drogen zu fragen. Manchmal gab ihr Warhol etwas Geld.

### Chelsea Girl

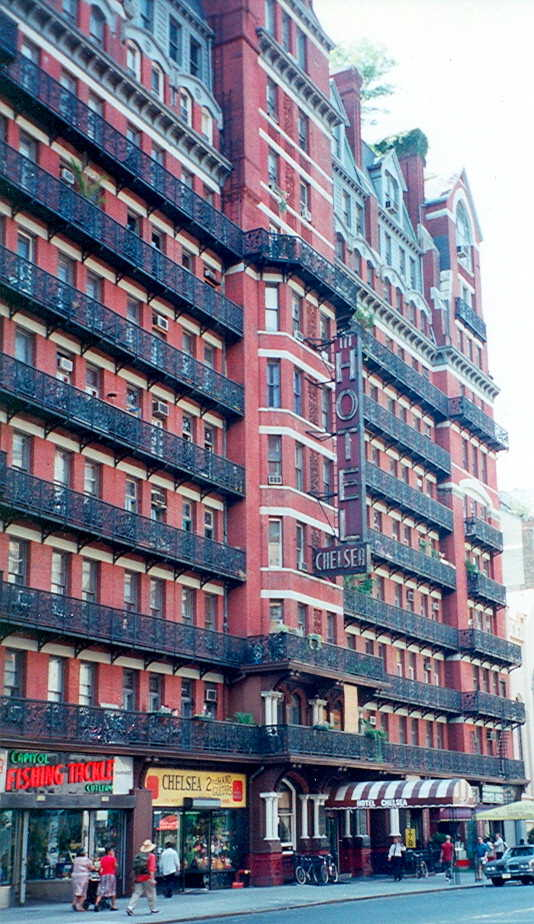
Das Chelsea Hotel im August 1996

Im Oktober 1966 geriet Sedgwicks Appartement in Brand. Sie behauptete zwar, die Vorhänge hätten beim Anzünden der Kerzen Feuer gefangen, es wurde jedoch vielmehr vermutet, dass sie – wie oft, um einschlafen zu können – irgendwelche Drogen geschluckt hatte und danach mit einer brennenden Zigarette in der Hand im Bett eingeschlafen sei. Sie kam mit Verbrennungen an den Händen und am Rücken ins Hospital. Anschließend bezog sie ein Zimmer im Chelsea Hotel. Die Hotelbewohner nahmen Edie als „wahrhaftes Chelsea Girl“ auf, was in Anspielung auf Warhols jüngsten Film Chelsea Girls geschah, obwohl sie darin gar nicht mitspielte. Warhol hatte eine Filmsequenz aufgrund der Differenzen mit ihr – möglicherweise auf ihren eigenen Wunsch hin – herausschneiden lassen.
Im November 1966 erklärte sich Andy Warhol bereit, einen letzten Film mit Sedgwick zu drehen, weil er, wie er sagte, „versuchen wollte, ihr rauszuhelfen.“ Der Film bekam den Titel The Andy Warhol Story. Paul Morrissey, mittlerweile verantwortlich für Warhols Filmprojekte, erinnerte sich: „René Ricard sollte Andy spielen, und Edie bekam eine Rolle. Sie war in einem miesen Zustand, und wir wollten ihr helfen, […] aber es hatte überhaupt keinen Sinn.“ Beide Akteure waren vollkommen stoned und konnten sich kaum artikulieren. Der Film geriet zum Desaster und „war eine qualvolle Dokumentation von Edies Niedergang“, befand Bockris. Der Film wurde nur ein einziges Mal in kleinem Kreis in der Factory gezeigt. Während der Aufführung baten einige Factory-Mitglieder, den Projektor lieber auszuschalten.
Zu Weihnachten 1966 reiste Edie Sedgwick kurzfristig zurück nach Santa Barbara, um ihre Eltern zu besuchen. Der Besuch wurde zu einer unerfreulichen Erfahrung für die Drogenabhängige, die in Kalifornien dringend ein Rezept für ihren Medikamentennachschub benötigte. „Ich war in New York auf Drogen, und ich versuchte, in Kalifornien ein Rezept zu bekommen […] es war Eskatrol, eine Art Speed. Ich brauchte eine Menge Pillen davon, um mein Gleichgewicht wiederzubekommen“, so Edie Sedgwick in einer Bandaufnahme zu Ciao! Manhattan. Ihre Mutter bekam dies mit und verständigte den Hausarzt. Schließlich ließen ihre Eltern sie in das County Hospital in Santa Barbara einweisen. Nach ihrer Entlassung flüchtete Edie umgehend zurück nach New York. Dort kam es schließlich zur endgültigen Trennung von Bob Neuwirth: „Es fing damit an, wie sie sich selbst misshandelte. Ich konnte nicht glauben, wie sich ein Mensch mit solch einer Intelligenz in diesem Ausmaß selbst misshandeln konnte“, so Neuwirth.

### Ciao! Manhattan
Anfang 1967 sprach Edie erfolglos für Norman Mailers Stück The Deer Park vor. „Sie war nicht sehr gut“, erinnerte sich Mailer, „sie hatte keine Bühnenerfahrung, das war offensichtlich. Sie gab mit jeder Zeile soviel von sich selbst, dass wir wussten, sie würde sich nach drei Aufführungen aufgeopfert haben.“
Etwa zu dieser Zeit begannen die Regisseure John Palmer und David Weisman mit den Vorbereitungen zu Ciao! Manhattan. Der Film sollte eine Art Konkurrenz zu den Warhol-Produktionen sein und die junge New Yorker Subkultur dokumentieren. Für die Hauptrolle war ursprünglich die dunkelhaarige Susan Bottomly (International Velvet) vorgesehen, ein junges Modell, das Edies Nachfolge im Factory-Ensemble angetreten hatte. Doch Bottomly war noch minderjährig, also entschieden sich Palmer und Weisman notgedrungen für Edie, die von Chuck Wein, der ebenfalls mitwirkte, als Alternative vorgeschlagen wurde. Weitere Akteure wurden Genevieve Charbin, Bob Margouleff, Gino Piserchio und später auch Viva, Warhols neueste Entdeckung. Palmer und Weisman besuchten Edie Sedgwick im April 1967 im Chelsea Hotel, um sie zu überreden, sich gemeinsam mit dem befreundeten Gregory Corso bei der Teilnahme an einem großen Be-In gegen den Vietnamkrieg im Central Park filmen zu lassen. „Als wir im Chelsea eintrafen, war Edie vollkommen stoned“, erinnerte sich Weisman, „ich glaube nicht, dass sie unser Skript jemals gelesen hat.“ Gleich am ersten Drehtag war die Sedgwick spurlos verschwunden, und die Regisseure mussten improvisieren. Dies war der Auftakt zu einer jahrelangen „Film-Odyssee“, die erst 1971 als Fallstudie der Edie Sedgwick endete. Bald geriet das ohnehin inkohärente Filmprojekt aufgrund finanzieller Schwierigkeiten ins Stocken, und Edie begann sich wieder mit Andy Warhol zu treffen, der kleine Film-Takes mit ihr drehte.

### Lulu
Im August 1967 sprach der britische Regisseur Richard Leacock Edie an, ob sie Lust habe, die Rolle der „Lulu“ in den Filmsequenzen zu Alban Bergs gleichnamiger Oper zu spielen, die von Sarah Caldwell und der Boston Opera Company inszeniert wurde. Leacock buchte Edie ein Erster-Klasse-Ticket nach Boston. Dort kam sie völlig derangiert an, „sie war barfuß und ein Fuß war bandagiert und sie hatte nur so etwas wie ein Nachthemd an. Sie war völlig verzweifelt, weil sie auf irgendeiner Droge war, und als sie davon runterkam, bekam sie Zuckungen. Also rannten alle wie verrückt herum, um rauszufinden, was das war, was sie brauchte […] schließlich fragte ich Bob Neuwirth, ob er zu den Dreharbeiten käme, denn ich wollte nicht ihr ‚Kindermädchen‘ sein“, erinnerte sich Leacock, „Edie hatte weder das Drehbuch gelesen, noch jemals etwas von ‚Lulu‘ gehört, geschweige denn sonst eine Idee, wovon das Ganze überhaupt handelt.“ Letztlich entstanden nur einige irreal wirkende Filmaufnahmen mit ihr. Eine Szene zeigt ihren Kopf mit einer roten Perücke, auf den sich langsam eine Blutlache ergießt.

### Tod des Vaters, Klinikaufenthalte
Nach den Arbeiten zu Lulu kehrte Edie Sedgwick nach New York zurück. Zu diesem Zeitpunkt war sie ständig von dem Gedanken beherrscht, nach Kalifornien zu gehen. Ihr Vater, „Fuzzy“ Sedgwick, war unheilbar an Krebs erkrankt, und sie wollte ihn noch einmal sehen, bevor er starb. Sie telefonierte mit ihrer Mutter in Kalifornien, doch die wies sie ab. Infolgedessen geriet Edie völlig außer Kontrolle. Als der Vater im Oktober 1967 starb, befand sich Edie gerade im New Yorker Gracie Square Hospital. „Alle dachten, Fuzzy ist tot […] endlich. Gottseidank. Nun kann Edie aufatmen“, so René Ricard, „doch das hatte keinerlei Wirkung auf sie. Es war schwerwiegender. Sie ging weiterhin in den Anstalten ein und aus.“
In den Folgemonaten hielt sich Edie Sedgwick in verschiedenen New Yorker Kliniken auf, in denen sie Entzugs- und Elektroschocktherapien unterzogen wurde. In den Bandaufzeichnungen zu Ciao! Manhattan schilderte sie ihre Erlebnisse: „Oh Gott, es war ein Alptraum, schließlich kamen sechs riesige Pfleger und hielten mich auf der Bahre fest, sie erschreckten mich […] ihre Kraft gegen meine. Mir ging es doppelt so schlecht. Ich sagte, wenn sie von mir ablassen, würde ich ganz ruhig sein und aufhören zu treten und zu kämpfen. Aber sie hörten nicht auf mich und unterhielten sich lieber untereinander darüber, welche Stadien von Halluzinationen ich gerade durchlief […] ich stellte mir vor, ich wäre ein Tier. Das war alles völlig unwirklich für meinen Verstand […] Dann jagten sie mir eine große Nadel in den Arsch, und BAM! weg war ich für zwei ganze Tage.“
Im Mai 1968 erschien in der New York Post ein Artikel unter dem Titel „Edie Sedgwick: Wohin der Weg führt“, der sich mit der Frage beschäftigte, was aus Edie Sedgwick wurde.

“Whatever happened to Edie Sedgwick? Edie Sedgwick the 1965 girl. After Baby Jane Holzer and before Viva, Youthquaker! Superstar! The girl Andy Warhol was never without. The one with great brown liquid eyes who silvered her hair to match his and flickered through half his movies and went to all the good parties with him. It was Viva, this moment’s Warhol superstar who mentioned that Edie was ‘in the hospital,’ and had been for a long time. Viva said that she had visited her there […] Viva identified ‘there’ as Gracie Square Hospital.”

### Rückkehr nach Kalifornien
Im Spätherbst 1968 wurde Edie von ihrer Mutter aus dem Manhattan State Hospital geholt und nach Kalifornien auf die Familien-Ranch gebracht. Edie Sedgwick war in einem sehr schlechten Gesundheitszustand und konnte anfangs weder laufen noch sprechen. Als sie sich wieder etwas erholt hatte, traf sie sich mit ihrem Bruder Jonathan in einem Café und erzählte ihm von einem Motorradausflug, den sie mit Bob Dylan gemacht habe und dass sie einen Unfall hatten: „[…] sie brachten mich ins New Yorker Bellevue Hospital und sagten, dass ich ein Baby in mir tragen würde und sie müssten eine Abtreibung machen, weil ich in diesem Zustand besser kein Kind bekommen sollte […] sie brachten mich dazu mein Baby aufzugeben […] es war das einzige Ding, das ich wirklich liebte und wofür ich lebte.“ Jonathan Sedgwick sagte später, er habe nicht gewusst, ob das der Wahrheit entsprach, zumal sie „high on speed“ war. Danach sei Edie in Tränen ausgebrochen, so ihr Bruder, und plötzlich habe sie ihn „aus heiterem Himmel heraus“ gefragt, ob er mit ihr schlafen wolle. Als der Bruder dies ablehnte, brach es aus ihr heraus: „Immer wollte mich jemand. Mein Vater wollte mich. Er hat versucht, Liebe mit mir zu machen. All die Leute auf der Ranch wollten mich. Und auch du willst mich, Jonathan.“

### Verhaftung, Einweisung, letzte Filmaufnahmen

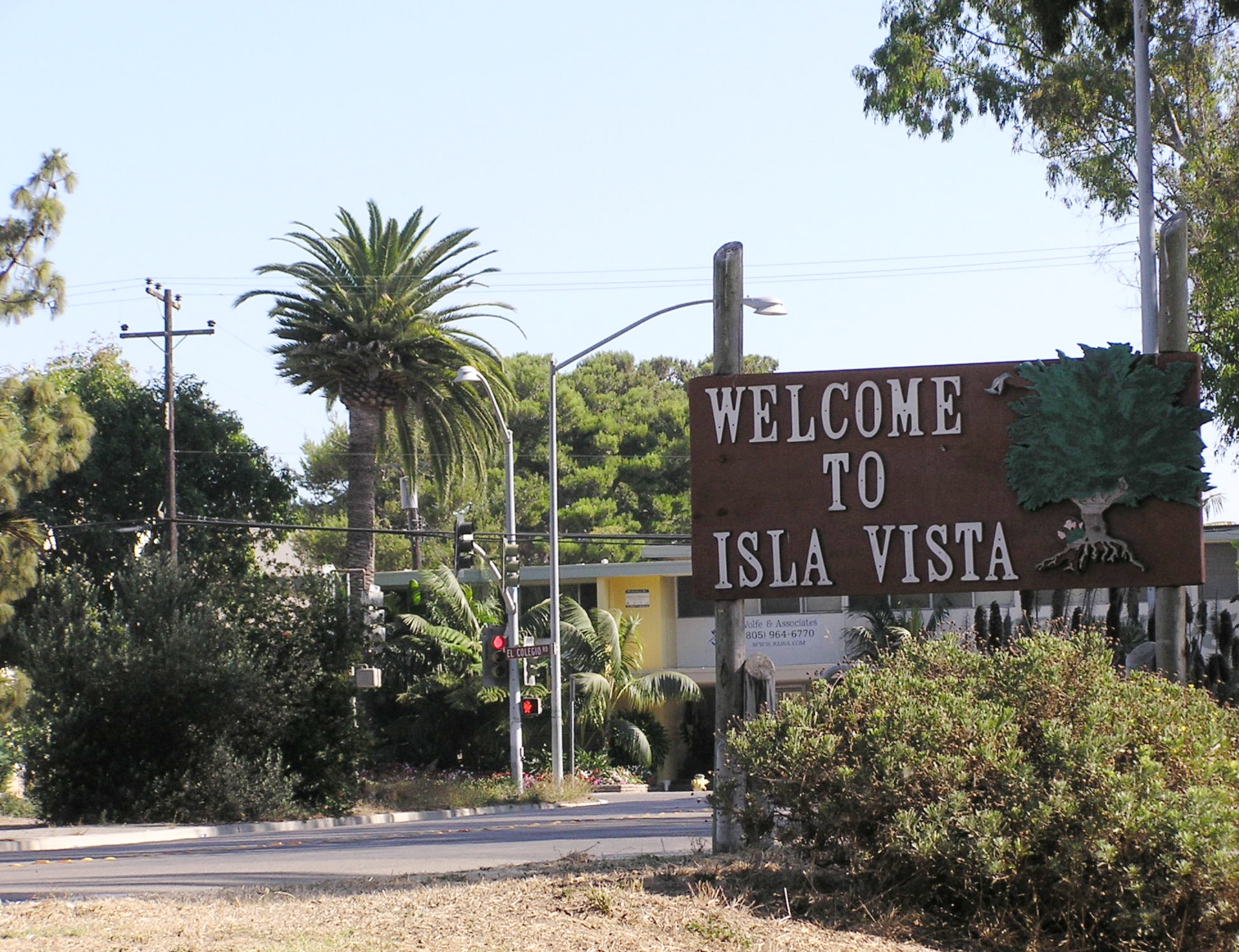
„Willkommen in Isla Vista“

Anfang 1969 bezog Edie Sedgwick ein kleines, heruntergekommenes Appartement in Isla Vista, wo sie nur kurze Zeit später auf offener Straße wegen Drogenbesitzes verhaftet wurde. Ein Gericht verurteilte sie zu 5 Jahren Bewährungsstrafe. Auf Empfehlung ihres Psychiaters wurde sie im August 1969 ins Cottage Hospital in Santa Barbara eingewiesen. Dort lernte sie ihren späteren Ehemann, den 22-jährigen Michael Brett Post kennen.
Außerhalb des Krankenhausgeländes begab sich Edie auf die Suche nach Drogen, dabei schloss sie sich kurzzeitig einer Motorradgang an, die sich The Vikings nannte. Im Sommer 1970 befand sie sich wieder im Cottage Hospital. Dort wurde sie im Herbst des Jahres von David Weisman besucht, der sie überredete, endlich Ciao! Manhattan zu beenden. Obwohl deutlich von Drogenkonsum und Therapien geschwächt, willigte sie mit Einverständnis ihres behandelnden Arztes ein. Die Dreharbeiten gestalteten sich als nervenraubend: Die Schauspielerin hatte sich mittlerweile ihre Brüste vergrößern lassen und lief die meiste Zeit „oben ohne“ herum, was mit den Archivaufnahmen der eher knabenhaften Edie aus den 1960ern kollidierte. Vor jedem Take musste eine der anwesenden Krankenschwestern ihr Einverständnis geben, außerdem stand Sedgwick meistens unter dem Einfluss von Pentothal und konnte sich nur unzusammenhängend artikulieren, manchmal sagte sie überhaupt nichts oder schlief am Set, einem leergepumpten Swimmingpool, ein. Für den Schlusssatz in der letzten Filmrolle ihres Lebens – „Oh, God. That’s what I hate about California. They roll up the fucking sidewalks […]“ – soll sie mehrere Stunden gebraucht haben.
„Zwischen Januar und Juni des Jahres 1971 hat sie sich mindestens zwanzigmal einer Schockbehandlung unterzogen“, vermutete der Warhol-Biograf David Bourdon, „dazwischen erhielt sie sich die Aufmerksamkeit ihrer Mitpatienten über Mißhandlungen, die Warhol – den sie einen ‚sadistischen Schlappschwanz‘ nannte – ihr angeblich zugefügt hatte.“

### Hochzeit und Tod
Am 24. Juli 1971 heirateten Edie Sedgwick und Michael Brett Post auf der Laguna-Ranch. Die beiden bezogen eine Wohnung in Santa Barbara, und Edie schaffte es, clean zu bleiben. Doch das Glück hielt nicht lange: Am Abend des 15. November 1971 war Sedgwick zu Gast bei einer Modenschau im Santa Barbara Museum, die für die Fernsehserie An American Family aufgezeichnet wurde. Nach der Schau besuchte sie eine Party, bei der sie von einem Gast als „Heroinsüchtige“ beschimpft wurde. Sie rief Michael Post an, der sie abholte und sie gegen ein Uhr nachts in ihr Appartement zurückbrachte. Auf der Heimfahrt soll Edie Zweifel an der Richtigkeit ihrer Heirat geäußert haben. Nach Aussage von Post habe er ihr dann zuhause ihre ärztlich verschriebenen Medikamente zugeteilt und sie ins Schlafzimmer gebracht, worauf sie umgehend eingeschlafen sein soll. „Ihre Atemgeräusche hörten sich übel an“, so Post, „es klang, als hätte sie ein großes Loch in der Lunge.“ Post machte sich darüber allerdings keine weiteren Gedanken, da Edie starke Raucherin war.
Am Morgen fand Michael Post seine Frau in der gleichen Position, in der sie eingeschlafen war, leblos neben sich vor. Todesursache war nach Angaben des Gerichtsmediziners ein „Unfall/Selbstmord“ durch eine Überdosis Barbiturate, deren tödliche Wirkung vermutlich durch Alkohol noch verstärkt worden war. Edie Sedgwick wurde 28 Jahre alt. Sie wurde in einem schlichten Grab als „Edith Sedgwick Post – Wife Of Michael Brett Post 1943–1971“ auf dem Oak Hill Cemetery in Ballard/Kalifornien beigesetzt.
Andy Warhol kam nicht zu Sedgwicks Beerdigung, zumal er sie seit fast fünf Jahren nicht mehr gesehen hatte. Die Nachricht von ihrem Tod nahm er in der ihm eigentümlichen Weise auf: Brigid Berlin rief ihn an und nahm die Unterhaltung auf Tonband auf. Sie sagte, dass Edie nicht an einer Überdosis Drogen gestorben, sondern erstickt sei, und Andy fragte sich, „wie sie das wohl fertig gebracht habe“ und ob „er“ [Michael Post] Edies Geld erben würde. Brigid antwortete, Edie habe kein Geld mehr besessen. Nach einer kurzen Gesprächspause ging Warhol zur Tagesordnung über.

## Rezeption
„Sie war jemand, den man auf Anhieb wirklich lieb hatte.“

In nur einem Jahr schaffte es Edie Sedgwick, unter der Protektion einflussreicher Personen der New Yorker Kulturwelt, eine große Medienpräsenz zu erreichen. Sie war das amerikanische „Girl of the year 1965“, das Mädchen des Jahres, ein frühes „It-Girl“, das Bildstrecken in namhaften Hochglanzzeitschriften wie dem Life Magazine oder der amerikanischen Vogue erhielt und bei keinem gesellschaftlichen Spektakel fehlte. Sedgwick wurde zu einer Mode-Ikone stilisiert, die den Chic der superdünnen Models der Folgezeit, wie beispielsweise Twiggy, vorwegnahm. Als stilistische Trendsetterin reicht ihre Wahrnehmung durch die Pop- und Gegenkultur bis in die Gegenwart.

### Betrachtungen von Zeitzeugen
Diana Vreeland, von 1962 bis 1971 Vogue-Chefredakteurin und federführende Stilkritikerin von New York, prägte zu jener Zeit den Begriff Youthquaker für ein junges, modeorientiertes Publikum, das einen lebensbejahenden Lebensstil transportieren sollte. Vreeland war eine Freundin der Sedgwicks und fand in Edie eine aparte Debütantin aus gutem Hause, die diesen jungen Stil trefflich verkörperte und die sich, entsprechend dekorativ zurecht gestaltet, „so wunderschön“ (Vreeland) für Fotostrecken in den Mode- und Celebrity-Kolumnen der Hochglanzpublikationen eignete und „frischen Wind“ in die Upper-Class-Partygesellschaften der Nach-Kennedy-Ära brachte. In die sogenannte „Vogue-Familie“ wurde Edie indes nicht aufgenommen, da ihre Nähe zur Drogenszene einen negativen Aspekt hatte. Die damals verantwortliche Moderedakteurin Gloria Schiff erinnerte sich: „Die Zusammenarbeit mit ihr bei Vogue war problematisch, sie hatte wohl eine enorme Protektion, wurde aber bald von Klatschkolumnen mit der Drogenszene identifiziert und da war natürlich ein gewisser Vorbehalt, wenn jemand in diese Szene involviert war […] die Menschen hatten richtige Angst davor.“
Die Gesellschaftskolumnen bediente Edie Sedgwick bald darauf durch ihre Bekanntschaft mit dem auf Medienwirksamkeit bedachten, allgegenwärtigen Pop-Art-Künstler Andy Warhol, der seine ihm durch Chuck Wein zugeführte Neuentdeckung oder „Menschenmaterial“, wie es der Autor Ronald Tavel einmal abwertend ausdrückte, in die kulturelle Halbwelt der Undergroundfilmer, Drogensüchtigen und Stricher einführte und Sedgwick zu seinem Werk- oder Gegenstück formte.
Bereits kurz nach Sedgwicks Tod widmete ihr die Rockpoetin Patti Smith das Gedicht Edie Sedgwick, das 1972 in Smiths Gedichtsammlung Seventh Heaven veröffentlicht wurde.
1982 legte das Autorenteam Jean Stein und George Plimpton mit Edie – American Girl eine profunde Lebensgeschichte Sedgwicks vor, die vornehmlich auf Aussagen von Zeitzeugen gestützt ist. Die von zahlreichen Kritikern gelobte Biografie geriet innerhalb kurzer Zeit zu einem Bestseller im US-amerikanischen Raum.

### Wahrnehmung und Verwertung durch die Popkultur
Edie Sedwicks Attraktivität und ihr zu jener Zeit gewagtes Erscheinungsbild, gepaart mit dem schnelllebigen Glamour der Film-, Kunst- und Musikszene und dem frühen Drogentod, führten im Zuge der Aufbereitung der 1960er Jahre zur sukzessiven Stilisierung als Popikone. Sie wurde von Zeitzeugen wie den Factory-Fotografen Nat Finkelstein, Billy Name oder Stephen Shore porträtiert, die sie in zahlreichen, mehr oder weniger bedeutsamen Schwarzweißfotografien festhielten (von Finkelstein existieren einige seltene Farbfotografien dieser Zeit) und sie zum „Gesicht“ der Warhol’schen Factory erhoben. Diese zahlreich reproduzierten Momentaufnahmen, die wie Standbilder aus Warholfilmen wirken, transportierten mit ihrer Schwarzweißästhetik das nachtaktive Lebensgefühl des „Popism“, Warhols Antwort auf die „Swinging Sixties“ mit Sedgwick als Identifikationsfigur, in die Gegenwart.

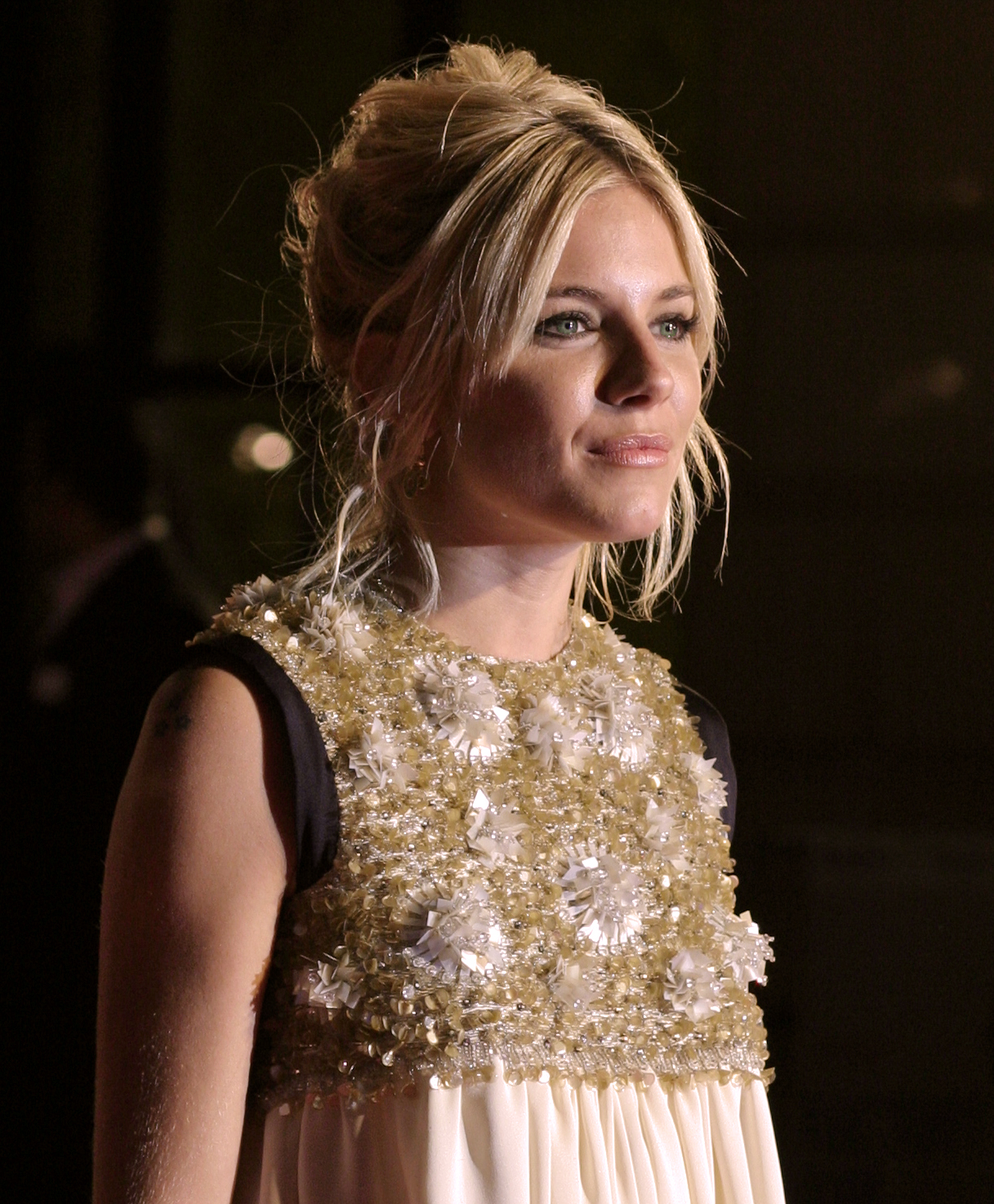
Sienna Miller bei der Premiere zu Factory Girl (2007)

Obwohl die Fotografien, ebenso wie die Warholfilme, in ihrer Überzeichnung des Realen nur einen bruchstückhaften Eindruck der echten Edie Sedgwick vermitteln, entstand eine sympathisierende Hinwendung zu dem „Factory Girl“ aus den Filmen und Fotos, die bis in die neuzeitliche Netzkultur reicht. So wird sie meistens im Zusammenhang mit mode-, design- und lifestyleorientierten Retrotrends erwähnt. In zahlreichen Blogs und Internetgemeinschaften, wie beispielsweise Myspace, wird von einer nostalgischen Anhängerschaft mit Bildern, Texten oder YouTube-Filmausschnitten an sie erinnert.
Des Weiteren griffen Zielgruppenzeitschriften und Modemagazine spätestens mit der Veröffentlichung des Kinofilms Factory Girl und der Wahrnehmung der Hauptdarstellerin Sienna Miller den „Sedgwick-Look“ unter kommerziellen Aspekten auf oder reflektieren sich manchmal, wie im Falle der Vogue selbst, um der einhergehenden Verwertung durch Mode- und Kosmetikindustrie zu entsprechen und wiederum deren Rezipienten ein vermarktungsfähiges Vorbild zu liefern. Insofern funktioniert sie noch postum als Kunstfigur im Sinne von Warhols Popism, „der eigentlich bereits in den 1960ern beendet war.“

### Edie Sedgwick und die „Speed-Gesellschaft“
Der Hamburger Autor Hans Christian Dany befasst sich in seiner kulturkritischen Betrachtung Speed. Eine Gesellschaft auf Droge von 2008 mit dem Einfluss von Amphetamin auf die Popkultur. An der Fallstudie Andy Warhol/Edie Sedgwick zeichnet er erzählerisch die zwiespältige Wirkung der Droge auf, beginnend mit dem Konsum von Amphetaminderivaten, die zur damaligen Zeit als Appetitzügler im Umlauf waren, was mit Sedgwicks Magersucht korrespondierte, „der Macht über ihren eigenen Körper, eine Machtausübung, die ihr das Leben ansonsten nur selten zubilligte“, um darauf folgend den Erfordernissen einer auf den Körper fixierten Modell-Karriere zu entsprechen. Schließlich charakterisiert sie der Kunstkritiker als „federleichte Lichtgestalt der Factory, die vermutlich eine passgenaue Ergänzung zu Andy Warhol war, bis das Amphetamin ihr langsam die Hirnzellen ausbrannte.“
In einer Rezension des Kinofilms Factory Girl von 2006 griff die Berliner Morgenpost die Vita der Schauspielerin unter dem Resümee „Warhols Muse – Aufstieg und Fall der Edie Sedgwick“ auf und konstatierte, „dass ihr tragischer und exzessiver Lebensweg sie zum Spiegelbild der narzisstischen Kunstszene der 60er und 70er Jahre machte. Seither ist Edie Sedgwick eine Legende. Auch wenn man nicht so genau sagen kann, was ihre Verdienste eigentlich waren, hat sie es doch geschafft, alle wirklich interessanten Themen mit ihrer Person zu verbinden: Geld, Glamour, Drogen, Kunst, Sex, Wahnsinn und früher Tod.“

### Aufarbeitung der Lebensgeschichte
Edie Sedgwicks Leben inspiriert bis heute verschiedene Filme und Songs.
1989 widmete die Band The Cult der Schauspielerin die Single Edie (Ciao Baby) aus ihrem Album Sonic Temple. Die Band The Adult Net brachte einen Song namens Edie heraus. James Ray and the Performance veröffentlichten das ihr gewidmete Lied Edie Sedgwick auf ihrem Compilation Album A New Kind of Assassin.
In amerikanischen Fernsehserien wird gelegentlich auf Sedgwicks Leben Bezug genommen, wie zum Beispiel in der Comedyserie Mystery Science Theater 3000. In der Serie macht sich die Hauptfigur Joel Robinson zusammen mit seinen beiden Robotern über zweitklassige Filme lustig. In einer Sendung betrachten sie ein brennendes Gebäude und kommentieren die Szene mit „[…] sieht so aus, als ob Edie Sedgwick wieder eingeschlafen wäre“.
Im Jahr 2006 schuf Regisseur George Hickenlooper eine Filmbiografie über das Leben der Warhol-Muse ab 1965 bis zu deren Tod. In dem 90-minütigen Biopic Factory Girl verkörperte Sienna Miller Edie Sedgwick. Andy Warhol, dargestellt von Guy Pearce, wird darin als Zyniker interpretiert, der für Edies psychische Probleme und ihren Tod mitverantwortlich ist. Die von Hayden Christensen gespielte Figur des Musikers „Billy Quinn“, die mutmaßlich Bob Dylan darstellen soll, basiert auf verschiedenen Charakteren. Dylan reichte eine Verleumdungsklage ein, weil er sich in dem Film für den angeblichen Selbstmord der Schauspielerin verantwortlich gemacht sah. Edies Ehemann Michael Post erscheint in einer Schlussszene des Films als Taxifahrer.
Die 2007 veröffentlichte Bob-Dylan-Filmbiografie I’m Not There von Todd Haynes enthält eine fiktionale Figur namens „Coco Rivington“, gespielt von Michelle Williams, die auf Edie Sedgwick basieren soll.
Im März 2010 veröffentlichte die französische Sängerin Alizée das Konzept-Album Une Enfant Du Siècle, welches sich thematisch mit dem Leben und Sterben von Edie Sedgwick beschäftigt. Im April desselben Jahres erschien das Album auch in Deutschland.

## Filmografie
(Soweit nicht anders angegeben, stammen die Filme von Andy Warhol)
- 1965: Screen Tests
- 1965: Vinyl
- 1965: Poor Little Rich Girl
- 1965: Space
- 1965: Restaurant (Kurzfilm)
- 1965: Kitchen
- 1965: Beauty #2
- 1965: Horse
- 1965: Afternoon
- 1966: The Death of Lupe Velez (Lupe)
- 1966: Outer and Inner Space (Kurzfilm)
- 1966: Face
- 1967: Color Me Shameless (Kurzfilm)
- 1967: The Andy Warhol Story
- 1967: ★★★★ (The Four Stars / The 24 Hours Movie)
- 1968: The Queen (Dokumentarfilm) – Regie: Frank Simon
- 1969: Diaries Notes and Sketches (Dokumentarfilm) – Regie: Jonas Mekas
- 1972: Ciao! Manhattan – Regie: John Palmer und David Weisman (postum erschienen)

Darüber hinaus existieren zahlreiche weitere undatierte und unbetitelte Warhol-Projekte, z. B. Film- und Fotoaufnahmen bei Exploding Plastic Inevitable Happenings und bei Auftritten der Band The Velvet Underground. Da Warhol im Laufe der Jahre viele Filme neu zusammenschneiden ließ, können teilweise keine genauen Angaben über das Entstehungsjahr gemacht werden.